# Леди Эгню в Лохнау
«Леди Эгню в Лохно» — портрет кисти Джона Сингера Сарджента (1856—1925), написанный в 1892 году. Это одна из самых известных работ художника. На ней изображена Гертруда Эгню, жена сэра Эндрю Эгню, 9-го баронета, из Лохноу. Картина экспонируется в Национальной галерее Шотландии в Эдинбурге.

## Описание

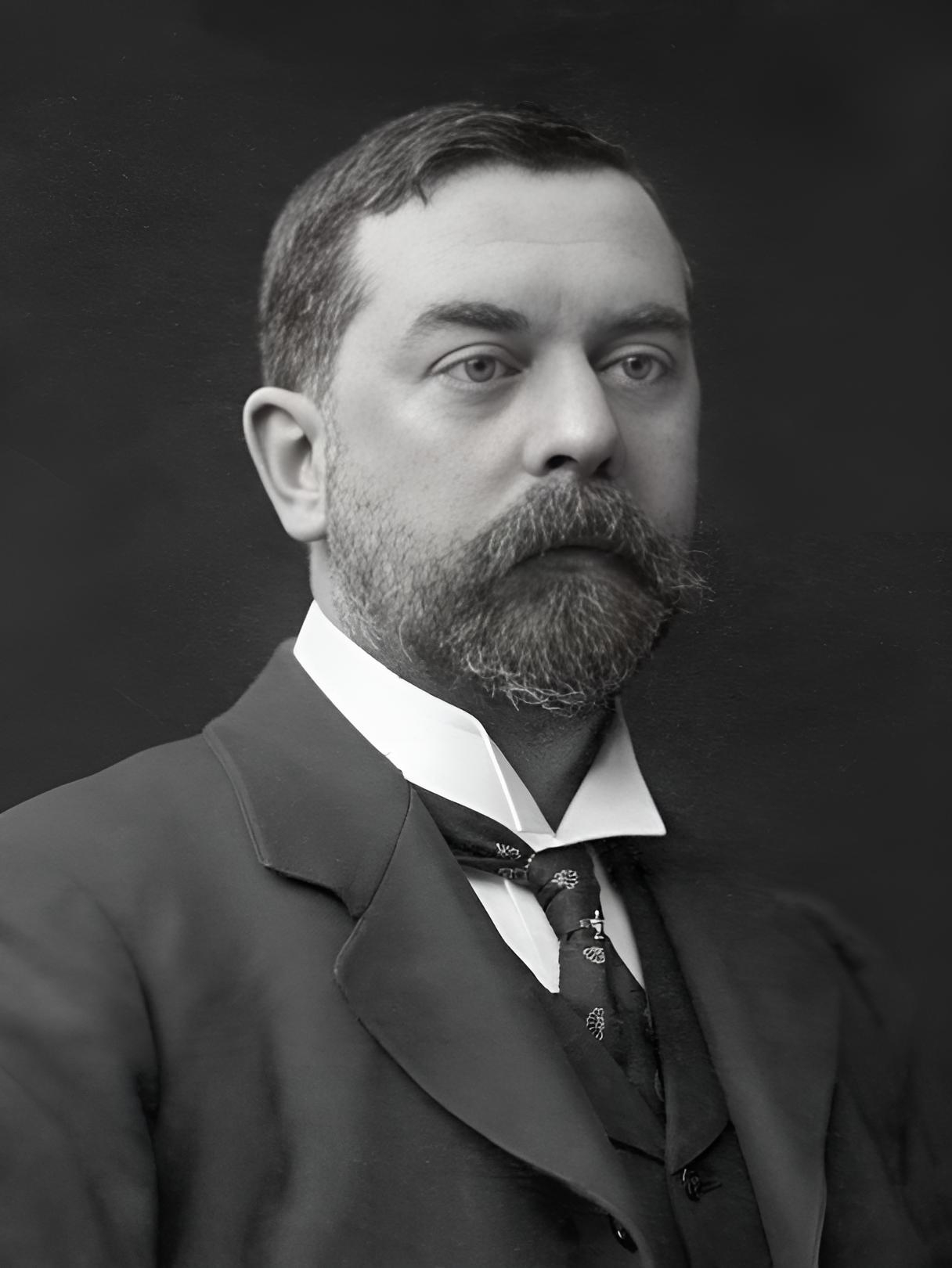
Джон Сингер Сарджент 1903 год

Леди Эгню сидит в бержере — французском кресле XVIII века с обивкой. Сиденье, спинка и подлокотники украшены цветочным узором. Виден деревянный каркас кресла изогнутой формы. Кресло не совсем гармонично в перспективе. Правая часть спинки кажется шире, а правый подлокотник длиннее левого. Фон задрапирован голубым китайским шёлком. Сцена освещена сверху слева рассеянным источником света, о чём свидетельствуют размытые тени.
Леди Эгню изображена в натуральную величину и полностью находится в пространстве картины. Только её платье выступает вперёд из пространства картины. Она слегка откинулась назад и держится левой рукой за подлокотник. Правая рука, напротив, прислонена к телу и согнута под углом. Кажется, что в правой руке, которая лежит на коленях, она держит цветок. Она подтянула колени, что позволяет предположить, что её ноги покоятся на табурете. В целом, леди Эгню принимает очень неформальную для того времени позу.
В конце XIX века было принято, чтобы знатная дама, изображенная на портрете, демонстрировала свои самые большие драгоценности и самые изысканные платья. Леди Эгню, напротив, изображена в относительно простой одежде и без пышных аксессуаров. Она одета в длинное в пол платье кремового цвета с прозрачными рукавами и фиолетовыми бантами. На талии у неё фиолетовый шёлковый пояс, который ниспадает на переднюю часть кресла. Из украшений на ней только золотое ожерелье с кулоном и золотой браслет. Её одежда и китайская висюлька на стене соответствуют последней моде.
Простота одежды и декора привлекает внимание к лицу портретируемой. Ее бледный цвет лица контрастирует с красными губами и тёмно-каштановыми волосами, заколотыми заколкой. Леди Эгню сразу же фиксирует на себе ясный и уверенный взгляд зрителя. Выражение её лица расслабленное и неформальное. Её взгляд и подразумеваемая улыбка кажутся интимными, но в то же время вызывающими. Возможно, это связано с её правой бровью, которая слегка приподнята и делает её лицо асимметричным. Уверенная поза и фронтальный взгляд были необычны для современного портрета, тем более что британское общество было привержено викторианским идеалам скромной женственности. На обычных портретах аристократок портретируемые смотрели вниз, в сторону или на другого человека или предмет.
Джон Сингер Сарджент создал этот портрет размашистой и плавной кистью, передающей ощущение роскоши и лёгкости. Большая часть картины выполнена широкими мазками и многочисленными световыми бликами, что создаёт мерцающее впечатление, соответствующее непосредственности пейзажа. Напротив, лицо леди Эгню Сарджент проработал несколько тоньше и более дифференцированно. Он использовал несколько полупрозрачных слоёв для проработки черт лица, чтобы создать определённую глубину и теплоту на коже. Это создаёт захватывающий контраст между резко очерченным лицом леди и теневым окружением.

## История создания

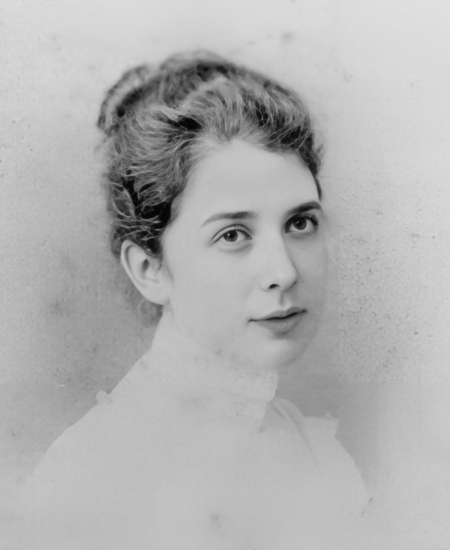
Гертруда Вернон около 1889 года

Гертруда Вернон (1864—1932), ставшая впоследствии леди Эгню, родилась в 1864 году в семье Гоурана Вернона, внучка Роберта Вернона, 1-го барона Лайведена. В 1889 году она вышла замуж за Эндрю Ноэля Эгню (1850—1928), старшего сына Эндрю Эгню, 8-го баронета, из замка Лохнау в графстве Уигтаун. После смерти отца в 1892 году её муж унаследовал титул баронета. В то время пара жила в Лондоне и общалась с тамошней аристократией. В том же году Джон Сингер Сарджент (1856—1925) получил заказ на написание её портрета. Точные обстоятельства заказа неизвестны, но Эндрю и Гертруда Эгню, вероятно, познакомились с художником через общих американских друзей. Сарджент, вероятно, завершил работу за шесть сеансов в 1892 году и позже говорил, что иногда добивался лучших результатов всего за несколько сеансов. Сардженту было около 36 лет, когда он написал леди Эгню; ей было около 28 лет.

## Отзывы критиков
Портрет был выставлен в Королевской академии художеств в Лондоне в 1893 году и сразу же имел успех. Несмотря на то, что Сарджент нарушил традиционные правила в создании портрета, он был воспринят как смелый и эстетичный и оказал значительное влияние на дальнейшее развитие портретной живописи. Положительная реакция способствовала тому, что Джон Сингер Сарджент стал широко известен и ценим как портретист в Великобритании. Возможно, что популярность художника среди публики стала решающим фактором в принятии его в ассоциированные члены Королевской академии художеств в январе 1894 года. В то же время картина обеспечила леди Эгню огромный престиж и сделала её знаменитостью в высшем обществе.

## Провенанс
Баронет завещал картину своей жене в качестве подарка. Она оставалась в её владении до 1920-х годов. С годами её общественное положение стало ассоциироваться с дорогими приглашениями и приёмами. Поэтому леди Эгню решила продать картину, предположительно из-за финансовых трудностей. Она предложила купить её Фонду коллекции Фрика в Нью-Йорке, но Хелен Клей Фрик, дочь покойного основателя Генри Клея Фрика, отклонила это предложение. Наконец, в 1925 году портрет приобрела Шотландская национальная галерея при поддержке фонда Cowan Smith Bequest Fund. По просьбе продавца портрет был переименован в «Леди Эгню в Лохно». До этого она носила титул леди Эгню. Леди Эгню умерла в Лондоне в апреле 1932 года после продолжительной болезни. В настоящее время картина экспонируется в Шотландской национальной галерее и по-прежнему висит в своей оригинальной антикварной раме в стиле французского рококо.